# Ледена епоха: Приключенията на Дивия Бък
„Ледена епоха: Приключенията на Дивия Бък“ (на английски: The Ice Age Adventures of Buck Wild) е компютърна анимация от 2022 г. на режисьора Джон С. Донкин в неговия режисьорски дебют, а сценарият е на Джим Хект, Уилям Шифрин и Рей ДеЛаурентис. Той е спиноф на филмовата поредица „Ледена епоха“, както и шестият филм от поредицата.
Оригинално планиран да бъде телевизионен сериал, „Ледена епоха: Приключенията на Дивия Бък“ е преизработен като пълнометражен филм. Продуциран от „Туентиът Сенчъри Анимейшън“ и пуснат под етикета „Уолт Дисни Пикчърс“, той излиза на 28 януари 2022 г. като оригинален филм на Дисни+.

## Актьорски състав
- Саймън Пег – Бък
- Уткарш Амбудкар – Орсън
- Джъстина Мачадо – Зий
- Винсънт Тонг – Краш
- Арън Харис – Еди
- Доминик Дженингс – Ели
- Джейк Грийн – Сид
- Шон Кенин Елиас-Рийс – Мани
- Скайлър Стоун – Диего